# Radźputana

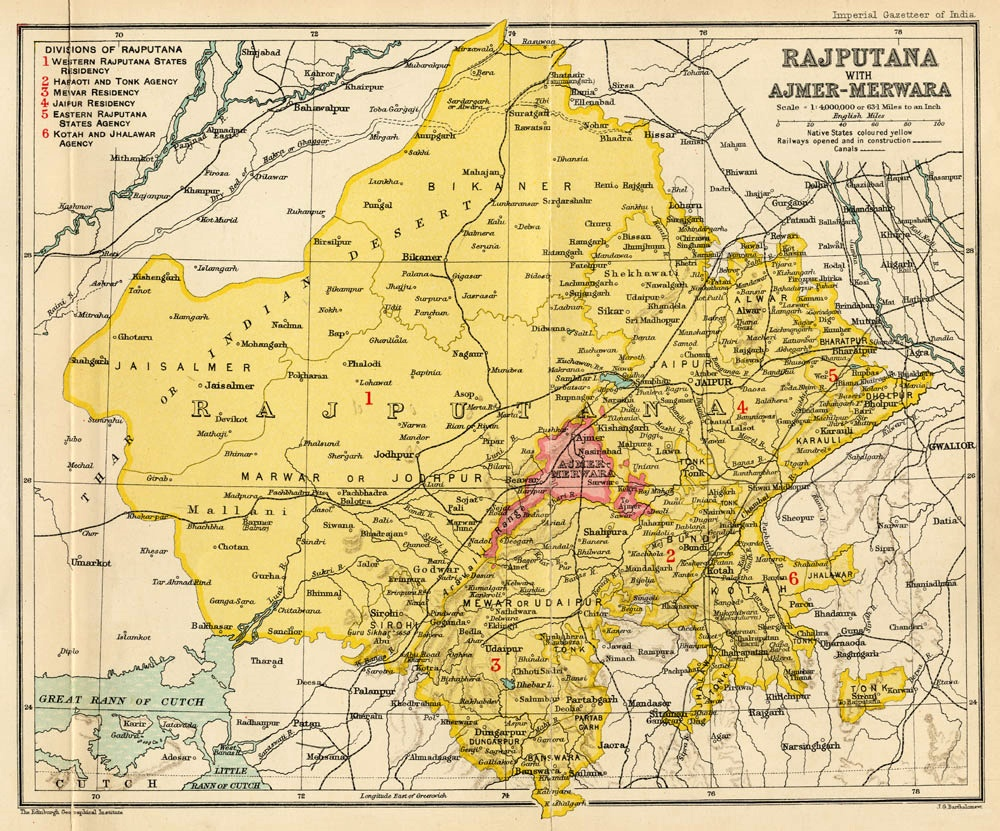
Mapa Radźputany z 1909 roku

Radźputana (także Radźwar, ang. Rajputana, Rajwar) – kraina historyczna w północno-zachodnich Indiach, której obszar w znacznej mierze pokrywa się z terytorium współczesnego Radżastanu.
Kraina zajmuje obszar ponad 340 000 km². Północno-zachodnia część jest nizinna i znajduje się w obrębie pustyni Thar (Wielkiej Pustyni Indyjskiej), południowo-wschodnia jest przeważająco wyżynna i cechuje się większą żyznością. Oba regiony rozdziela pasmo gór Arawali.
W okresie brytyjskiej władzy kolonialnej (XIX wiek i I połowa XX wieku) Radźputanę tworzyło 26 państewek, z których największe to Dźodhpur, Dźajsalmer, Bikaner, Dźajpur i Udajpur. Większością z nich rządzili radźputowie, stąd nazwa krainy (dosł. „kraj radźputów”).
Po uzyskaniu przez Indie niepodległości w 1947 roku rozpoczął się proces konsolidacji władzy, w rezultacie którego powstał obecny stanu Radżastan. Niewielkie fragmenty dawnej Radźputany weszły w skład stanów Madhya Pradesh i Gudźarat.